# ドーン・フレンチ
ドーン・フレンチ（Dawn French、1957年10月11日 - ）は、イギリスの女優。

## 出演作品
- ナイル殺人事件
- コララインとボタンの魔女 3D（ミス・フォーシブル）
- ラークライズ シーズン2
- ラークライズ シーズン1
- 私の婚活恋愛術
- ハリー・ポッターとアズカバンの囚人
- アガサ・クリスティー ミス・マープル2 スリーピング・マーダー（ジャネット）
- 初笑いだよ2008　リトル・ブリテン　世界の国からこんにちはスペシャル
- ときめき捜査奮戦記／パラダイス・コネクション